# Escut de Deltebre

Escut oficial de Deltebre

L'escut oficial de Deltebre té el següent blasonament:
Escut caironat partit i semitruncat: 1r de sinople, un ram d'espigues d'arròs d'argent; 2n d'argent, un pont abscís d'un arc de gules, i al tercer, d'atzur, dues gavines d'argent voltant posades en faixa sobre un mar de quatre faixes ondades d'argent. Per timbre una corona mural de poble.

## Història
Va ser aprovat el 28 de setembre de 1984.
L'escut és de nova creació, igual com el municipi (que comprèn la part nord o hemidelta esquerre del delta de l'Ebre, territori que es va segregar de Tortosa el 20 de maig de 1977). S'hi veu una espiga d'arròs, el principal recurs agrícola del delta; el pont recorda el tradicional pas de barca sobre el riu, i les gavines damunt les ones fan al·lusió al delta, és a dir, a la desembocadura del riu vora la costa.